# Nicolás Peñailillo
Nicolás Ignacio Peñailillo Acuña (* 13. Juni 1991 in Viña del Mar) ist ein chilenischer Fußballspieler. Der Außenverteidiger spielt seit Januar 2025 bei Deportes Limache.

## Karriere

### Verein
Nicolás Peñailillo begann seine Profikarriere 2010 bei Everton. 2011 wurde der Defensivakteur für sechs Monate an Zenit St. Petersburg verliehen, bestritt jedoch kein Ligaspiel und kam zu Everton zurück. Dort war er als junger Spieler ein Nutznießer des Neuaufbaus des Teams in der zweiten Liga. Nach zwei Jahren stieg der Klub aus Viña del Mar wieder auf und verbrachte eineinhalb Jahre in der ersten Liga, musste dann aber nach dem erneuten Abstieg wieder runter in die Primera B. 2017 spielte Everton wieder erstklassig, jedoch verringerten sich für Peñailillo die Einsatzzeiten stetig. War er 2016/17 noch Stammspieler mit 34 Ligaeinsätzen, kam er 2016/17 nur noch achtmal zum Zug. So wechselte er über Deportes Iquique zu Deportes Antofagasta. Dort zeigte Peñailillo gute Leistungen und ging im Februar 2021 zum zweiten Mal ins Ausland, allerdings war die Station in Argentinien bei Unión de Santa Fe nicht von Erfolg gekrönt.
Schon im Juni des Folgejahres kehrte Peñailillo zu Deportes Antofagasta zurück. Dort blieb er ein Jahr und lief 2023 für Unión La Calera auf. In der Saison 2024 stand Peñailillo bei Unión Española unter Vertrag und wechselte im Januar 2025 zu Zweitligist Deportes Limache.

### Nationalmannschaft
Mit der U20-Nationalmannschaft hatte Peñailillo an der Südamerikameisterschaft 2011 in Peru teilgenommen und den fünften Platz erreicht.